# Блинов, Михаил Петрович
Михаил Петрович Блинов (1894 — сентябрь 1937) — первый начальник 1-х Саратовских командных курсов с июля 1918 по февраль 1919 года.

## Биография
Родился в 1894 году в семье печника (всего в семье было 12 детей). С детства имел тягу к знаниям; переписал в возрасте 18 лет роман Л.Н.Толстого «Воскресение». В 1916 году служил в запасном полку в Саратове, тогда же познакомился с большевиками. В марте 1917 года вступил в РСДРП, участник октябрьских революционных событий в Саратове.
После победы революции Блинов был назначен заведующим Саратовским губернским отделом народного образования и уволился из армии. В июле 1918 года возглавил первое военно-учебное заведение в Саратове, которое было 7 августа официально названо Первыми Саратовскими командными курсами (стал их комиссаром). Пост комиссара курсов оставил в феврале 1919 года. В 1921 году участвовал в организации Саратовского политехнического института, став его комиссаром, до 1922 года возглавлял народное образование области.
В 1922 году Блинов поступил в Институт красной профессуры, по окончании учёбы попал в номенклатуру ЦК РКП(б). Организовал и возглавил ткацкую фабрику в Богородицке (Московская область), позже стал директором московской фабрики «Красная роза». В 1929 году по решению ЦК был направлен на партийную работу в Саратов, где в 1930—1934 годах работал заместителем, а позже председателем губернского совета народного хозяйства и директором Инженерно-экономического института. В конце 1934 года Блинов заболел туберкулёзом лёгких, из-за чего отошёл от активной работы. В 1935—1937 годах — рецензент заочного Института марксизма-ленинизма в Саратове. Был также заведующим кафедрой института механизации сельского хозяйства.
13 мая 1937 года Михаил Петрович был арестован по ложному обвинению «об организации контрреволюционной деятельности», однако дело до суда не дошло: в сентябре того же года умер от туберкулёза в Саратовской тюрьме №1. 21 февраля 1957 года реабилитирован: дело прекращено Саратовской областной прокуратурой.